# زنان در کنیا
تاریخچه پیشرفت زنان در کنیا را می‌توان به زنان در فرهنگ سواحیلی، زنان در کنیا بریتانیا و زنان کنیایی پس از استقلال تقسیم کرد. وضعیت جمعیت زنان در کنیا در طول قرن گذشته با تغییرات زیادی روبرو بوده‌است.
کنیا از سال ۱۸۸۸ تا ۱۹۶۳ مستعمره بریتانیا بود قبل از حکومت استعماری، زنان نقش‌های مهمی در جامعه ایفا می‌کردند، از بزرگ کردن و تربیت فرزندان گرفته تا کار در مزارع و بازارها. تحت حکومت استعماری، زنان به‌طور فزاینده ای برای سیستم اقتصادی بی‌اهمیت شدند و قدرت و نفوذ آنها از حوزه عمومی محو شد. با وجود این، برخی از زنان مانند مکاتیلی و منزا و زنان دیگر از جمله کیریما موتونی که بخشی از قیام Mau Mau بود در طول مبارزات استقلال در کنار مردان جنگیدند و در تاریخ طولانی کشور به دلیل مشارکت‌هایشان به رسمیت شناخته شده‌اند.
پس از استقلال کنیا در سال ۱۹۶۳، زنان هنوز با مسائل مربوط به تبعیض جنسی روبرو بوده‌اند و به جز تعداد کمی از زنان جوان، فرصت‌های زیادی در بخش‌هایی مانند آموزش به آنها داده نشده‌است. زنان هنوز با مشکلات زیادی مانند ازدواج کودکان، ازدواج‌های ترتیب داده شده، ختنه زنان، اپیدمی ایدز و همچنین کمبود آموزش مواجه هستند. اگرچه کنیا هنوز راه درازی برای شنیدن وضعیت زنان در پیش دارد، اما همچنان بهبود در شمول مالی، اجتماعی و اقتصادی در داخل کشور در مراحل مختلف اعم از گفتگو، اجرای سیاست، نمایندگی و غیره وجود دارد.
در کنیا، علیرغم یک قانون جنسیتی در قانون اساسی ۲۰۱۰، زنان فرصت کمی برای به دست آوردن نقش‌های تصمیم‌گیری در دولت دارند، که زنان را بیشتر به عقب می‌اندازد. اگرچه کنیا در این مورد عقب است، اما چند زن با نفوذ هستند که کرسی‌هایی در پارلمان کنیا به دست آورده‌اند.

## قبل از استعمار
کارکردهای اصلی زنان در اکثر جوامع پیش از استعمار کنیا مربوط به کشاورزی، مراقبت از کودکان، نگهداری از خانه، فروشندگان بازار و مراقبت از شوهرانشان در صورت ازدواج بود. تعداد کمی از جوامع مادرسالار وجود داشت، اما ساختارهای قدرت اغلب از مردان (پدرسالاری) حمایت می‌کردند. در جوامع معدودی مانند آکامبا و ناندی، زنان می‌توانستند با زنان ازدواج کنند، اغلب برای محافظت از آنها پس از مرگ شوهرانشان، یا متوجه می‌شدند که نمی‌توانند بچه دار شوند. در چنین شرایطی، یک زن با زن دیگری ازدواج می‌کند و از مردی به انتخاب خود بچه دار می‌شود.

## زنان در کنیا استعماری (۱۸۸۸–۱۹۶۳)
زندگی زن کنیایی تحت حکومت استعماری به‌طور قابل توجهی تغییر کرد. این مستعمره عمدتاً به منظور ایجاد مزارع محصول نقدی متعلق به مهاجران سفیدپوست و کارگران کنیایی مورد استفاده قرار گرفت. تحت این سیستم، نقش زنان به‌طور فزاینده ای به حاشیه رانده شد و زنان کنیایی شروع به از دست دادن خودمختاری در واحد خانواده کردند. زن کنیایی نقش دوری در این نظام اقتصادی داشت، اما همچنان تلاش می‌کرد تا با مردان برابر باشد و صدای آنها را هم به گوش مقامات استعماری و هم به مردان کنیا برساند.

## بیشتر خواندن
- Couillard, Valérie (December 2007). "The Nairobi Declaration: redefining reparation for women victims of sexual violence". International Journal of Transitional Justice. 1 (3): 444–453. doi:10.1093/ijtj/ijm030.